# KNM WT 17000

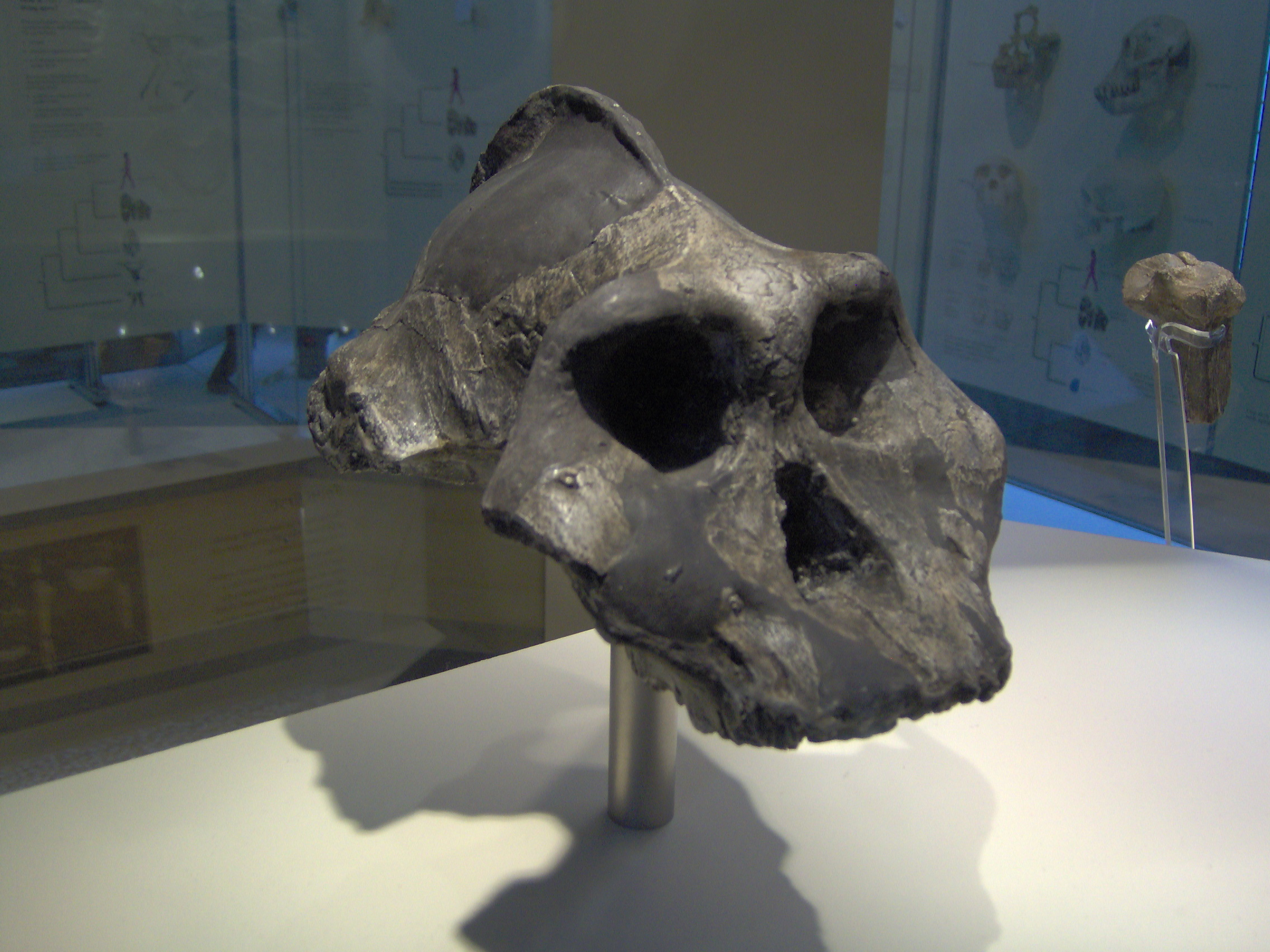
KNM-WT 17000 detto il cranio nero.

Il reperto KNM WT 17000 comunemente noto come il cranio nero, è il cranio fossilizzato di un Australopithecus aethiopicus ritrovato da Alan Walker nel 1985 nel sito di Lomekwi presso il lago Turkana in Kenya.
La sua età è stata stimata in 2,5 milioni di anni.

## Caratteristiche

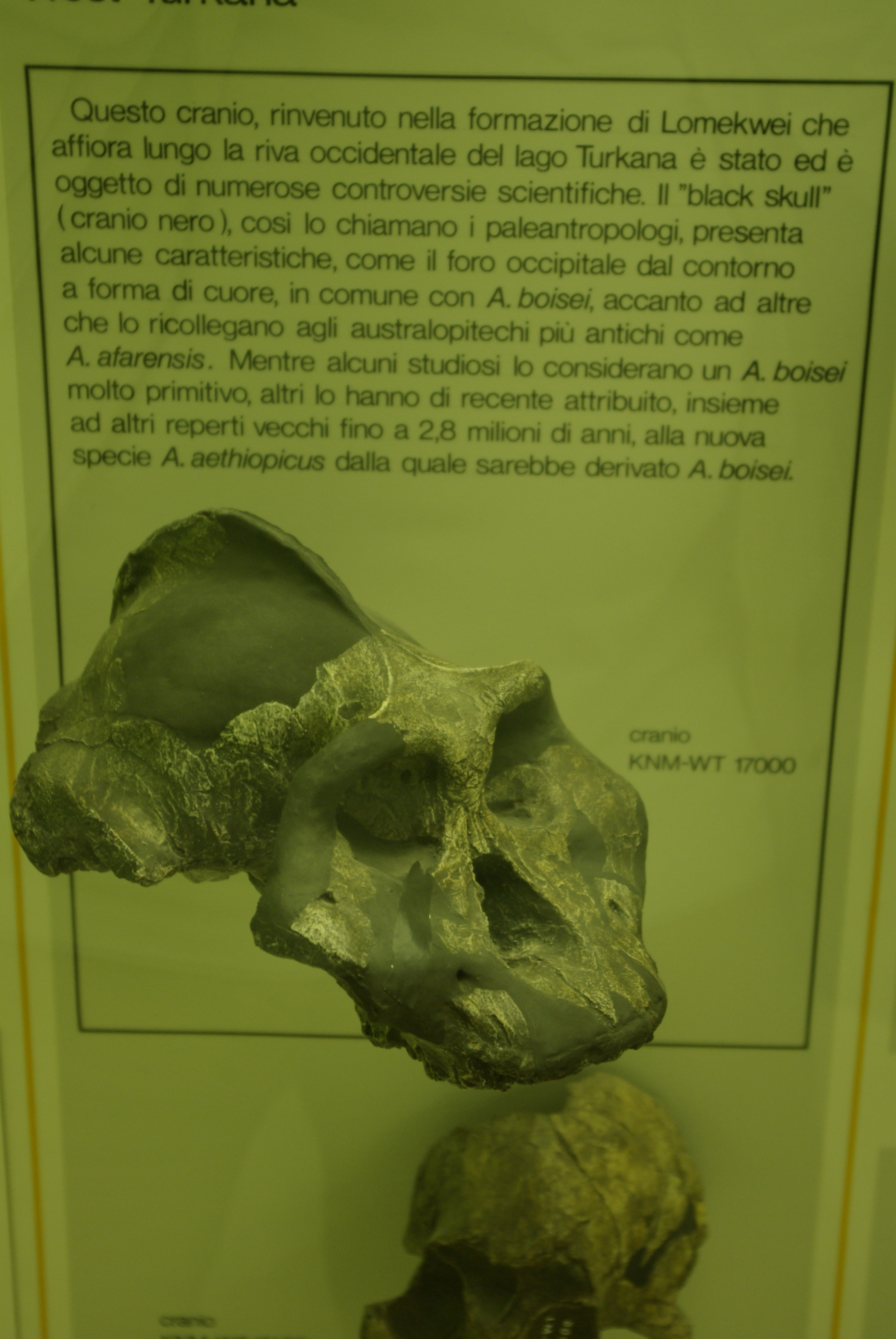
Calco del reperto

È caratterizzato da una struttura robusta con una cresta sagittale prominente. Per queste caratteristiche fu inizialmente classificato come Paranthropus boisei, mentre altre caratteristiche come l'inclinazione della faccia e la posizione della cresta lo avvicinano di più all'Australopithecus afarensis. Alla fine KNM WT 17000 fu assegnato a una specie separata di ominidi chiamata Australopithecus aethiopicus.
La caratteristica colorazione nera del fossile, che ha gli valso il soprannome di cranio nero  è dovuta all'elevato contenuto di manganese presente nei sedimenti del sito dove era inglobato.